# Galisbay (Saint-Martin)
Galisbay est une zone périphérique dans l’agglomération de Marigot, située en partie française de l’île de Saint-Martin, aux Antilles. Ce quartier est voué à être englobé dans l'extension du chef-lieu Marigot.

## Localisation[1]
Situé au Nord-Est de Marigot, entre le littoral de la baie de la Potence jusqu'à la route "RN7" (qui va à Quartier-d'Orléans via Grand-Case), et en vis-à-vis des urbanisations anciennes d'Agrément et du Hameau-du-Pont.

## Topographie
C'est une grande surface presque rectangulaire, assez plate. Et pour cause, avant la Loi de défiscalisation de 1986 une grande partie de cette surface était couverte par une grande lagune (étang) adossée au cordon littoral.

## Étymologie
Le mot "Galisbay" proviendrait d'une déformation des termes de langue anglaise "Gallow bay" c'est-à-dire la "baie de la Potence" (gibet où étaient exposés les pendus).

## Environnement naturel
Le biotope naturel principal de cette zone était autrefois une lagune bordée de mangrove. Aujourd'hui, elle a été quasiment détruite.
- Dans un passé récent[2], cet étang et sa mangrove étaient encore un bassin de décantation[4] et un filtre naturel qui, lors des fortes pluies, retenait les sédiments et alluvions charriés par les ravines du bassin versant de Concordia et de la vallée d'Agrément. Mais depuis cette lagune a été peu à peu volontairement remblayée, puis squattée et accaparée par les activités humaines. À ce jour il ne reste qu'à peine 5 % de sa surface préexistante en 1980[2], et la lagune est réduite à un exutoire se déversant directement dans la mer, vers les fragiles fonds coralliens qui aujourd'hui sont en mauvais état, voire morts ou disparus[5],[6].

## Risques naturels
- Ces terrains sont susceptibles de subir de fortes inondations lors des phénomènes cycloniques[4]

## Pollutions
- Pollution des eaux de mer possible par les rejets d'hydrocarbures (centrale EDF, port de commerce, vidanges moteurs, ...), débouché de l'exutoire de la ravine de Concordia.
- Pollution des eaux de la nappe phréatique possible par les rejets d'hydrocarbures (huiles usagée des moteurs, ...).
- De nombreux déchets issus de la consommation urbaine parsèment l'espace public.

## Historique de son urbanisation
- L'urbanisation est assez récente. Elle commence à l'Ouest avec la construction de l'hôtel Le Grand-Saint Martin (vers 1973), et à L'Est par l'implantation de la centrale électrique (1975-EDF) et l'usine de désalinisation d'eau de mer (UCDEM-Véolia).
- À partir des années 1990 cette urbanisation d'activités d'entreprises commerciales s'est étendue en squats sur les remblais illicites de la lagune naturelle.
- En 2003 Une seconde unité de production électrique (avec 3 groupes moteur Diesel) a été construite par l'EDF et assez rapidement revendue (par un enchaînement de sociétés écrans) à un fonds d'investissement basé aux États-Unis, tandis que depuis 2014 EDF modernise progressivement l'ancienne centrale du bord de mer[7],[8].
- La Zone Commerciale et Artisanale (ZAC) de Howell est souvent nommée à tort "Galisbay".

## Services et activités
- Équipements sportifs : salle municipale omnisports (basketball, handball, volley-ball, beach volley, karaté, gymnastique sportive, ...), centre-club de tir à l'arc.
- Port de commerce de fret marchandises de Galisbay-Bienvenue et ses services liés (Entreposage, logistique, ...).
- Centre informatique[9]
- 2 stations d'essence et plusieurs garages mécaniques,
- Matériaux de construction, quincailleries,
- Centre d'affaire, bureaux et parc technique municipaux,
- Parking complémentaire pour Marigot.

## Lieux remarquables et particularités
- À la « Pointe Arago », se trouvent des roches lava pillows (lave en coussins) issues du volcanisme sous-marin[10].
- Ces surfaces sont consacrées à la zone d'activité de Galisbay.